# Дейд (окръг, Мисури)
Окръг Дейд (на английски: Dade County) е окръг в щата Мисури, Съединени американски щати. Площта му е 1311 km², а населението - 7923 души (2000). Административен център е град Грийнфийлд.